# Eleccions a l'Assemblea Constituent francesa de 1848
Les eleccions a l'Assemblea Constituent francesa de 1848 van tenir lloc el 23 i 24 d'abril de 1848 per escollit l'Assemblea Constituent de la nova República. Uns 9 milions de votants foren elegibles per a votar en les primeres eleccions sota sufragi universal masculí des de 1792.

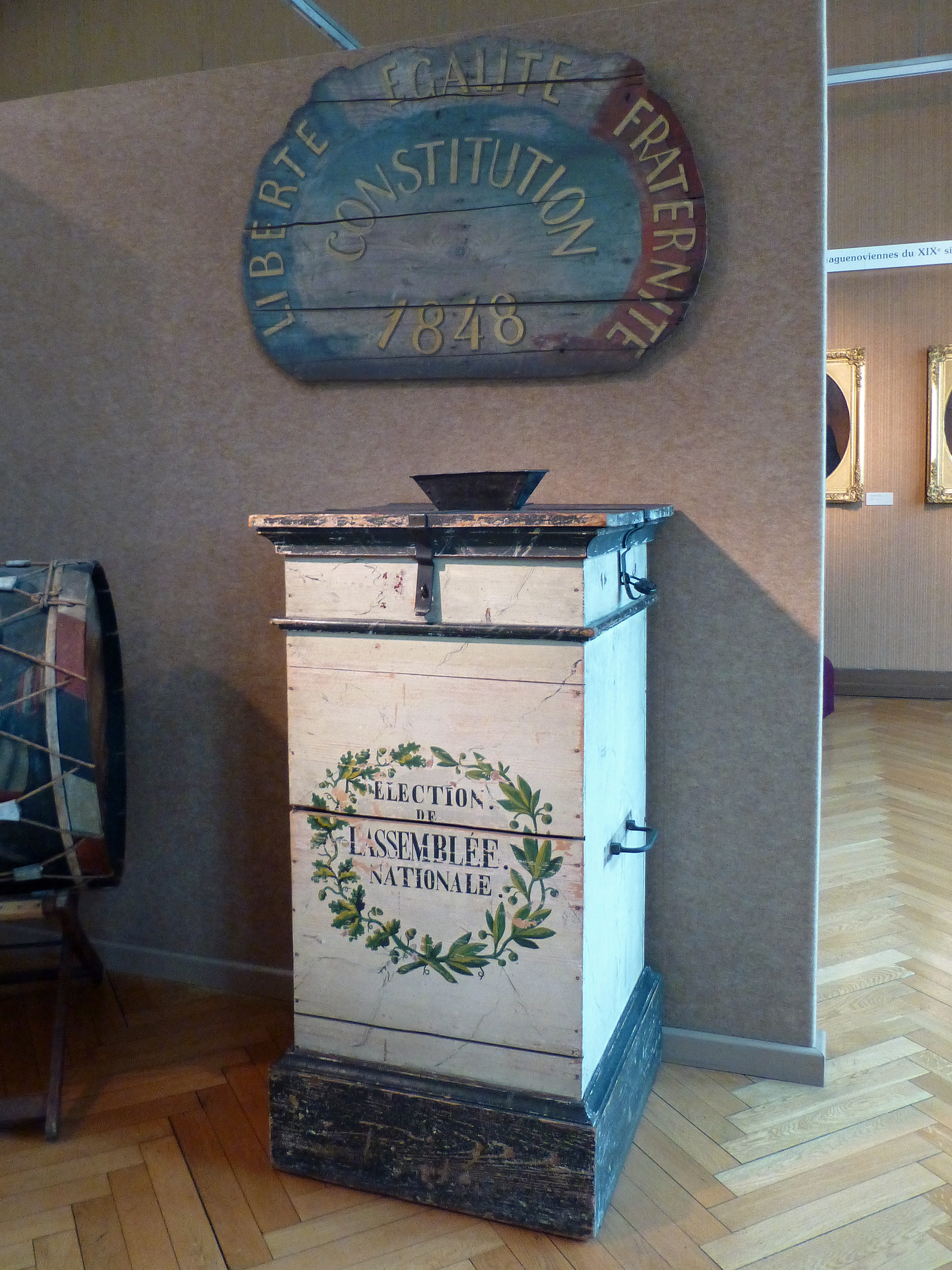
Una urna utilitzada en 1848, dipositada al Museu Històric de Haguenau.

## Sistema de votació
Després de les jornades de febrer de 1848 el Govern Provisional va fixar el 9 d'abril com a data per a les eleccions de l'Assemblea Nacional Constituent encarregada de redactar la nova Constitució. Els elements més radicals temien que la Revolució fos confiscada per una majoria rural guiada pels notables i volien retardar les eleccions. Louis Auguste Blanqui va prendre profit de la manifestació massiva del 17 de març i va obtenir del govern una moratòria fins al 23 d'abril. Es van a celebrar per sufragi universal masculí. En comparació amb el sistema censatari, el nombre de votants es multiplica per 40. Es duen a terme sota escrutini majoritari plurinominal sota circumscripció del departament. El vot és a la principal ciutat de cantó.
Cap professió de fe fa a una crida a restablir el sufragi censatari.

## Escrutini
Els resultats són difícils d'interpretar perquè no hi ha una organització real en partits. S'han establert diversos comptes.:
- uns 500 republicans moderats, 250 reaccionaris o conservadors, i 150 republicans radicals segons Maurice Agulhon ;
- 280 republicans moderats, 250 orleanistes, 60 legitimistes, 80 republicans demòcrates i socialistes i 200 elegits sense passat polític segons Raymond Huard ;
- 450 republicans moderats, 200 orleanistes, 50 legitimistes i 200 republicans radcals segons Sylvie Aprile.

Els membres del govern provisional foren tots elegits al departament del Sena, Lamartine va aplegar la majoria dels vots. La majoria era formada per republicans moderats dis na línia del diari Le National.
L'Assemblea es va reunir el 4 de maig de 1848 i va instal·lar una Comissió executiva de cinc membres.
A causa de la possibilitat de candidatures múltiples (Lamartine va ser elegit a 17 departaments), les eleccions parcials es duen a terme el 4 de juny. En aquesta ocasió són elegits Adolphe Thiers, Victor Hugo, però sobretot Lluís Napoleó Bonaparte (elegit en quatre departaments), la qualitat de pretendent del qual va dividir la pròpia Assemblea encarregada de validar les eleccions. Aquest últim pren la iniciativa de renunciar el 16 de juny, que va quedar en fora de joc per la repressió de jornades de juny. Es va mantenir en les eleccions parcials de 17 i 18 de setembre i va ser reelegit en cinc departaments. Aquest cop la seva elecció va ser validada per unanimitat.
L'Assemblea es va separar a principis de maig de 1849, després d'haver votat la Constitució i donat pas a la nova Assemblea Legislativa.

## Resultats
| Electors    | Nombre    | Nombre   |
| ----------- | --------- | -------- |
| Inscrits    | 9.395.035 | 100,00 % |
| Abstencions | 1.559.708 | 16,60 %  |
| Votants     | 7.835.327 | 83,40 %  |

| Partit | Partit             | Líder                 | Vots      | %     | Escons |
| ------ | ------------------ | --------------------- | --------- | ----- | ------ |
|        | Republicans        | Alphonse de Lamartine | 5,328,022 | 68.2% | 600    |
|        | Conservadors       | Victor Hugo           | 1,802,125 | 22.7% | 200    |
|        | Demòcrates socials | Louis Auguste Blanqui | 705,180   | 9.1%  | 80     |
| Total  | Total              | Total                 | 7,835,327 | 100%  | 880    |

Sylvie Aprile dona la següent composició en escons:
- 450 republicans moderats
- 200 orleanistes
- 50 legitimistes
- 200 republicans radicals.